# Alexandru (fiul lui Irod cel Mare)
Alexandru (n. 35 î.Hr. – d. 7 î.Hr., Samaria, Palestina) a fost un prinț iudeu din dinastia irodiană, care era fiul lui Irod cel Mare și al celei de-a doua soții, Mariamna I, ultima din dinastia Hasmoneilor, și a fost, astfel, un descendent al hasmoneilor. 
Soarta nefericită care a urmărit cu persistență dinastia hasmoneilor a afectat și viața acestui prinț. Ca moștenitor prezumtiv la tron prin dreptul de descendență din partea mamei sale, el a fost trimis pentru a fi educat la curtea imperială de la Roma în anul 23 î.Hr. A rămas acolo, în casa lui Asinius Pollio până în anul 17 î.Hr., când Irod însuși l-a adus înapoi la Ierusalim pe el și pe fratele său mai mic, Aristobul, care era cu el. La scurt timp după aceea, Alexandru s-a căsătorit cu prințesa capadociană Glafira, fiica regelui Archelaus al Capadociei. Glafira i-a născut lui Alexandru trei copii, doi fii: Tigran și Alexandru și o fiică a cărei nume nu este cunoscut.

## Acuzații de complot
Aspectul chipeș al lui Alexandru și atitudinea lui deschisă l-au făcut o persoană plăcută, iar populația aștepta ziua când un reprezentant al casei Macabeilor va ajunge pe tron în locul lui Irod, care era doar pe jumătate evreu. Dar, pe de altă parte, Alexandru avea un anumit grad de vanitate și un spirit de răzbunare, ceea ce l-au făcut extrem de nepopular în rândul apropiaților lui Irod, care au început să se teamă de un viitor rege Alexandru. Salomeea l-a avertizat în mod repetat pe Irod de pericolul reprezentat de Alexandru și Aristobul la adresa lui. Regele a simțit că nu era imposibil ca fiii lui să plănuiască răzbunarea execuției mamei lor, Mariamna I; pe de altă parte, antipatia exprimată clar de ei față de propriul lor tată l-a făcut pe rege atent la calomniile Salomeei și a celorlalți complotiști. Încercarea lui Irod de a-l umili pe Alexandru prin restabilirea vechii poziții a lui Antipater, un fiu mai mare cu o altă soție, a avut efecte dezastruoase. Complotul insidios al lui Antipater și dușmănia pe față a lui Alexandru față de Irod a adâncit ruptura dintre tată și fiu într-o asemenea măsură că, în anul 12 î.Hr., Irod s-a simțit nevoit să aducă acuzații împotriva fiilor săi în fața lui Augustus. A avut loc o reconciliere de scurtă durată, iar, la scurt timp după aceea (aproximativ 10 î.Hr.), Alexandru a fost aruncat în închisoare pe baza mărturiilor unui martor torturat, care l-a acuzat că plănuia uciderea lui Irod. În sprijinul acestei acuzații au fost aduse scrisori interceptate care arătau nemulțumirile lui Alexandru față de tatăl său. În zadar a depus eforturi Archelaus, socrul lui Alexandru, pentru a îmbunătăți relațiile dintre ei; reconcilierea a fost din nou una scurtă, astfel că intrigile lui Antipater și Salomeea au condus la încarcerarea lui Alexandru și Aristobul (aproximativ 8 î.Hr.).

## Condamnarea
Irod a depus o plângere formală pentru înaltă trădare împotriva lor în fața lui Augustus, care l-a însărcinat pe Irod să rezolve singur problema, sfătuindu-l să numească o comisie de anchetă formată din funcționari romani și din prietenii lui. Un astfel de tribunal format din persoane apropiate regelui a decis în mod unanim condamnarea la moarte a celor doi frați. Încercările prietenilor lui Alexandru, care au trimis petiții regelui Irod, de a evita executarea pedepsei au dus la moartea lui Tero — un vechi și devotat slujitor al lui Irod care l-a dojenit în mod public pe rege pentru intenția executării propriului fiu — și a altor 300 de indivizi care au fost denunțați ca partizani ai lui Alexandru. Sentința a fost executată fără întârziere; în jurul anului 7 î.Hr., la Sevastia (Samaria) — unde cu treizeci de ani mai înainte avusese loc nunta lui Irod cu Mariamna I — fiii ei au fost executați prin strangulare.